# Nynäshamn (commune)
La commune de Nynäshamn est une commune suédoise du comté de Stockholm. Environ 28790  personnes y vivent (2020). Son chef-lieu se situe à Nynäshamn.

## Géographie
La commune de Nynäshamn est située dans la partie orientale de la région du Södermanland, avec à l'est l'archipel de Stockholm. La mer Baltique entoure la commune à l'est (Horsfjärden, Mälbyfjärden, Mysingen et Gårdsfjärden), au sud (Konabbsfjärden) et au sud-ouest (Svärdsfjärden et Himmerfjärden).
La commune de Nynäshamn borde la commune de Haninge au nord-est et la commune de Botkyrka dans le comté de Stockholm au nord-ouest. En outre, il existe des frontières maritimes avec la commune de Södertälje, également dans le comté de Stockholm, à l'ouest et avec la commune de Trosa et la commune de Nyköping dans le comté de Södermanland au sud-ouest.

## Population
| 1950   | 1955   | 1960   | 1965   | 1970   |
| ------ | ------ | ------ | ------ | ------ |
| 13 255 | 13 760 | 14 383 | 15 882 | 18 227 |

| 1975   | 1980   | 1985   | 1990   | 1995   |
| ------ | ------ | ------ | ------ | ------ |
| 19 100 | 20 333 | 20 857 | 21 992 | 22 786 |

| 2000   | 2005   | 2010   | 2015   | 2020   |
| ------ | ------ | ------ | ------ | ------ |
| 23 965 | 24 648 | 26 032 | 27 500 | 28 811 |

| 2024   | - | - | - | - |
| ------ | - | - | - | - |
| 30 579 | - | - | - | - |

## Subdivisions administratives

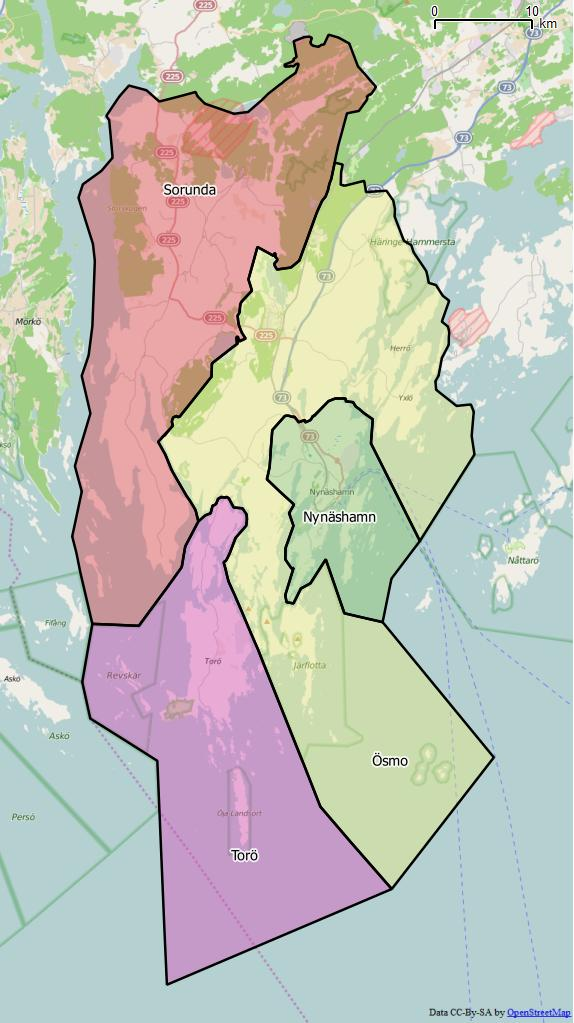
Quartiers de la commune de Nynäshamn

### Quartiers
Depuis 2016, la commune est divisée en quatre quartiers (nombre d'habitants au 31/12/2022) :
- Nynäshamn (16 250 hab.)
- Sorunda (6 052 hab.)
- Torö (611 hab.)
- Osmo (7 067 hab.)

### Localités principales
- Nynäshamn (12 983 hab.)
- Ösmo (3 724 hab.)
- Sorunda (1 348 hab.)
- Stora Vika (599 hab.)
- Grödby (362 hab.)

## Transports
La route nationale 73 part de Nynäshamn au nord et traverse une grande partie de la commune jusqu'à Stockholm. Depuis Ösmo, la route comtale 225 s'étend vers l'ouest via Sorunda jusqu'à Södertälje. 
À l'est d'Ösmo, la Muskövägen traverse le tunnel de Muskö jusqu'à Muskö dans la commune de Haninge.
La ligne Nynäsbanan (sv) est en grande partie parallèle à la route nationale 73 depuis Nynäshamn au nord en direction de la commune de Haninge et de Stockholm.
Les gare de la commune sont : Nynäshamn, Gröndalsviken, Nynäsgård, Ösmo et Segersäng.
À Landsort, il y a une station pilote et deux voies navigables partent de Landsort et traversent ensuite la commune. En partie le Landsortsleden qui atteint Stockholm via Danziger gatt et Mysingen et en partie le Södertäljeleden qui via Himmerfjärden atteint Södertälje et Mälaren.
Le port de Nynäshamn, est desservi par plusieurs lignes de traversiers. Landsort est accessible par bateau depuis Ankarudden dans la partie sud de la commune. Le canal de Draget est un canal entre le continent et l'île de Järflotta.
Le port de Stockholm Norvik est un port de marchandises situé à Nynäshamn.

## Jumelages
| Ville | Ville   | Pays | Pays     | Période     |
| ----- | ------- | ---- | -------- | ----------- |
|       | Liepāja |      | Lettonie | depuis 1990 |

## Personnalités
- Ivar Lo-Johansson (1901–1990), écrivain
- Arne Berg (1909–1997), cycliste
- Ulf Nilsson (1950-), joueur de hockey sur glace
- Kent Nilsson (1956-), joueur de hockey sur glace
- Meja (1969-), auteur-compositeur-interprète

## Galerie

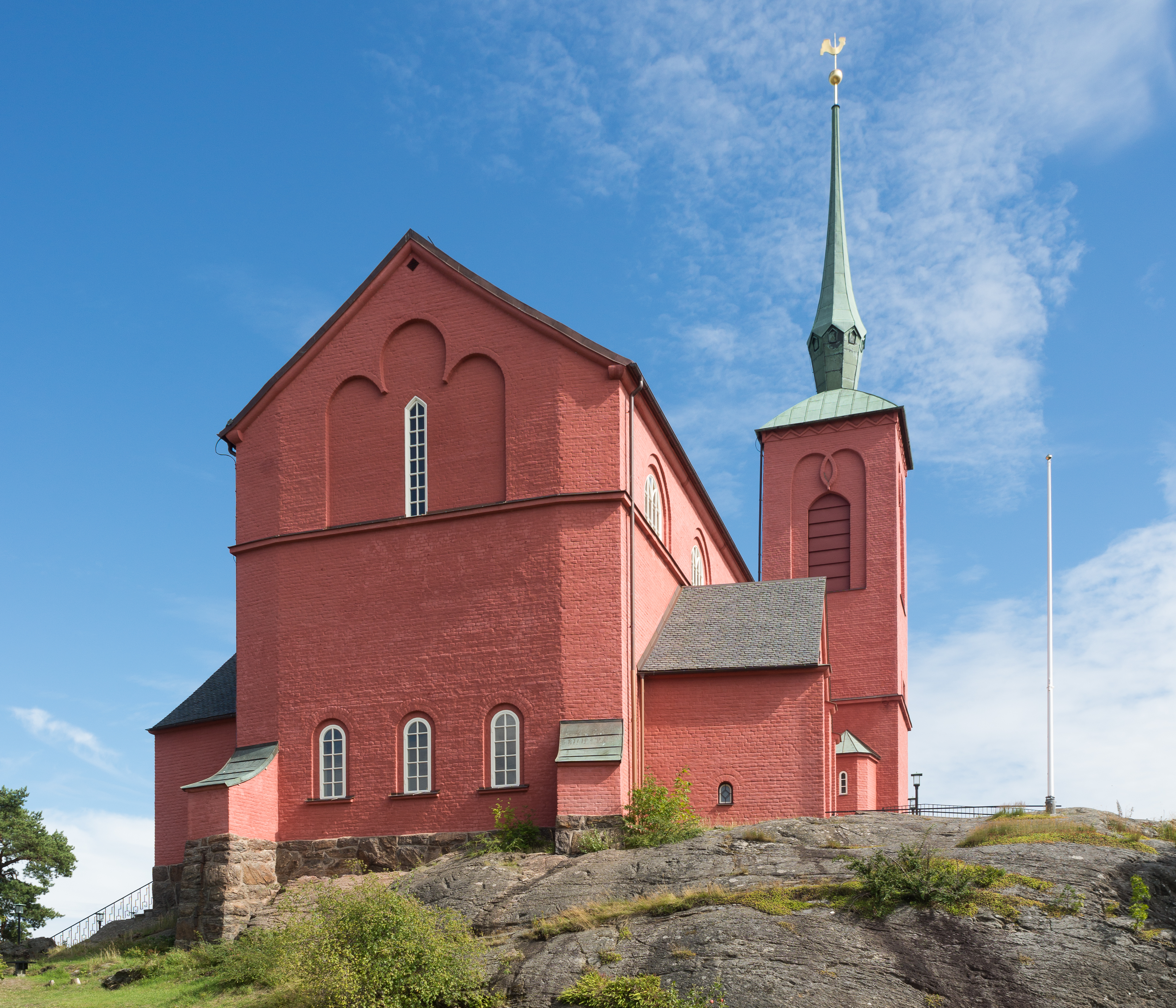
Église de Nynäshamn.
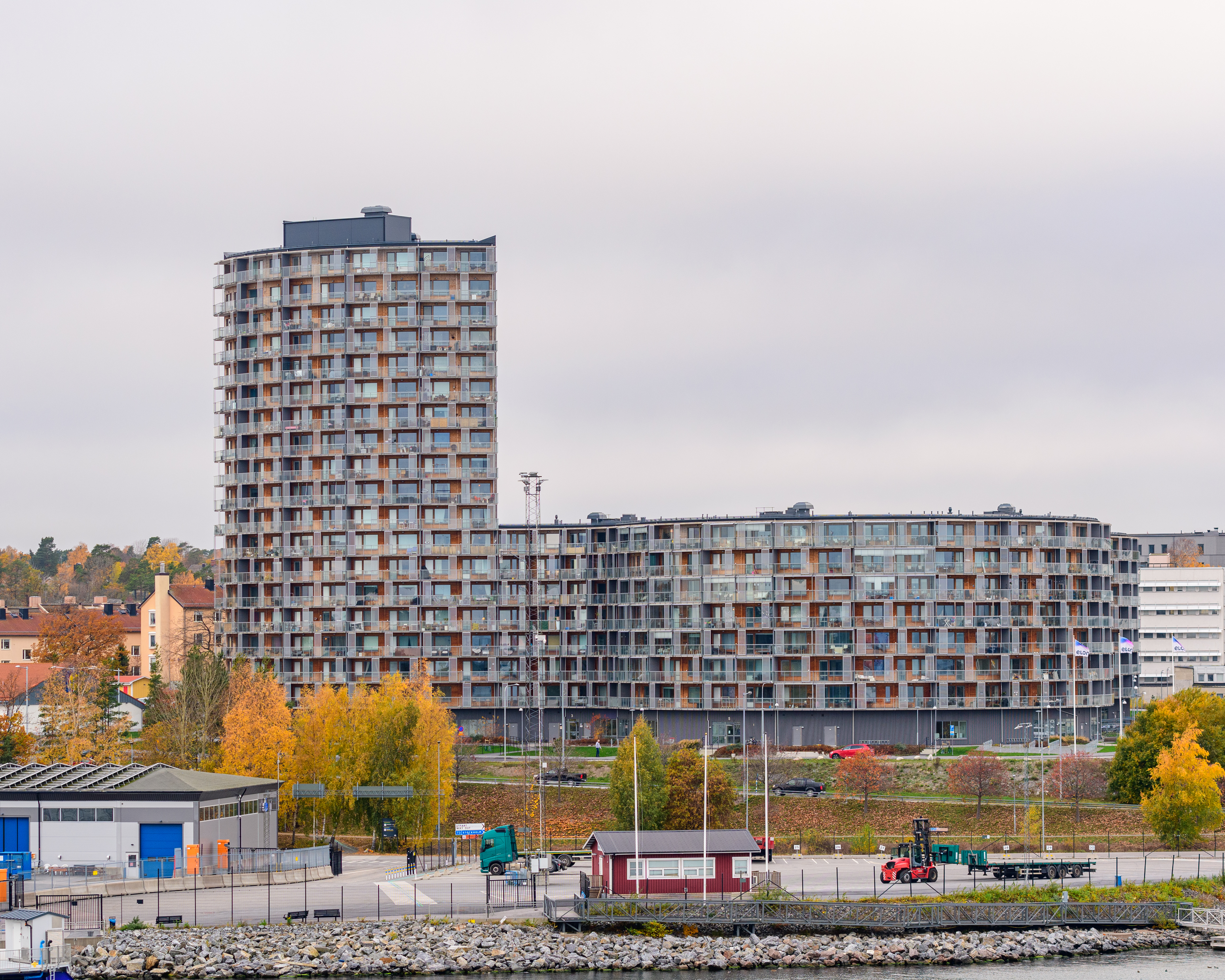
Fyren.
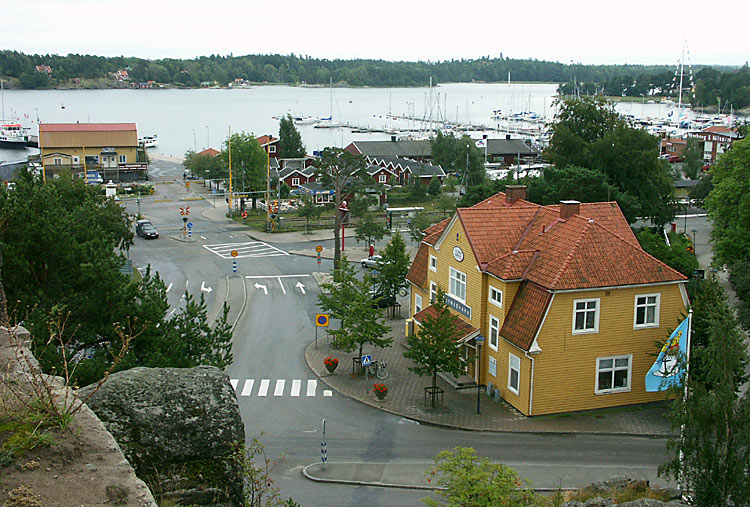
Port et gare de Nynäshamn.
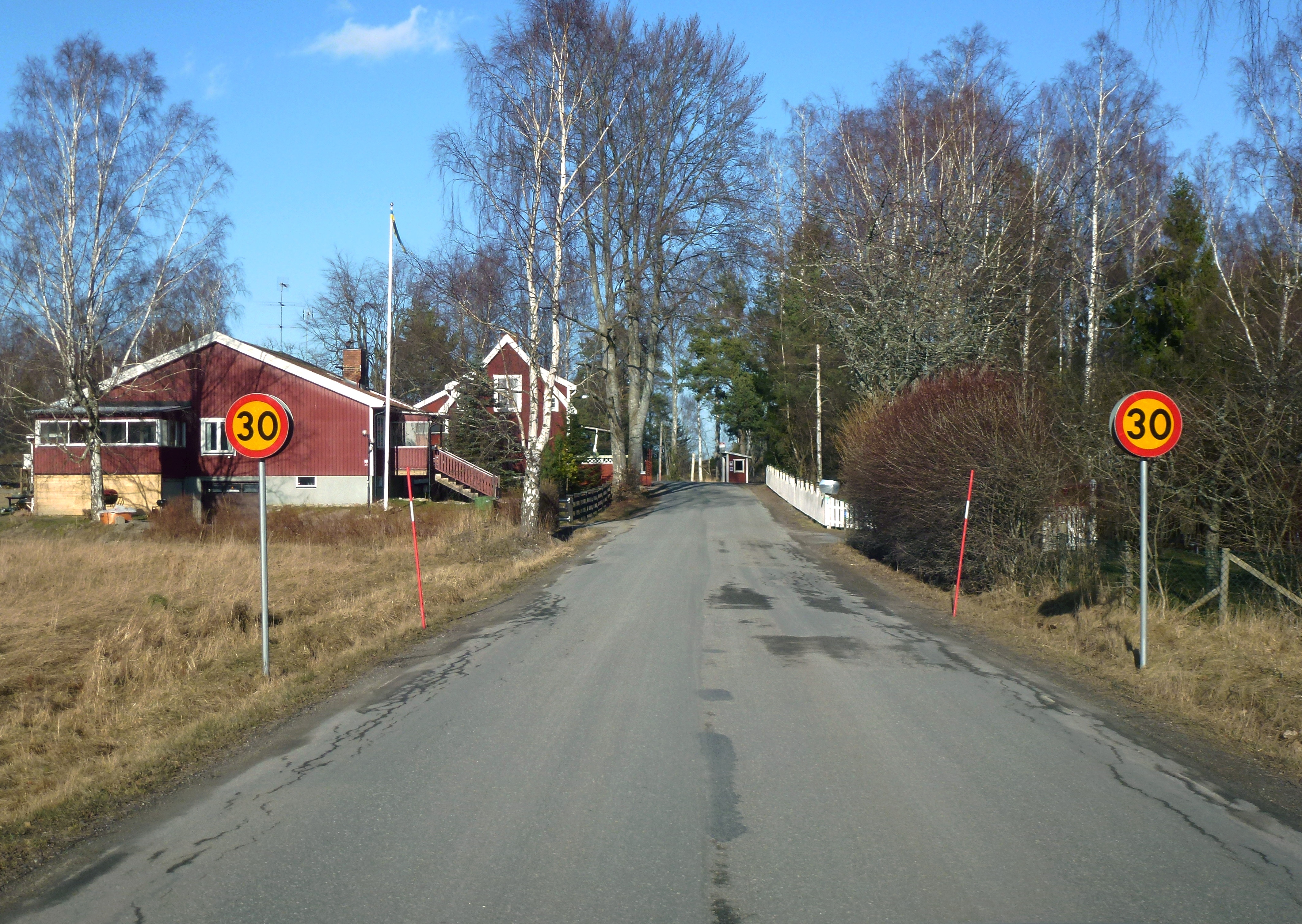
Gabrielstorp.

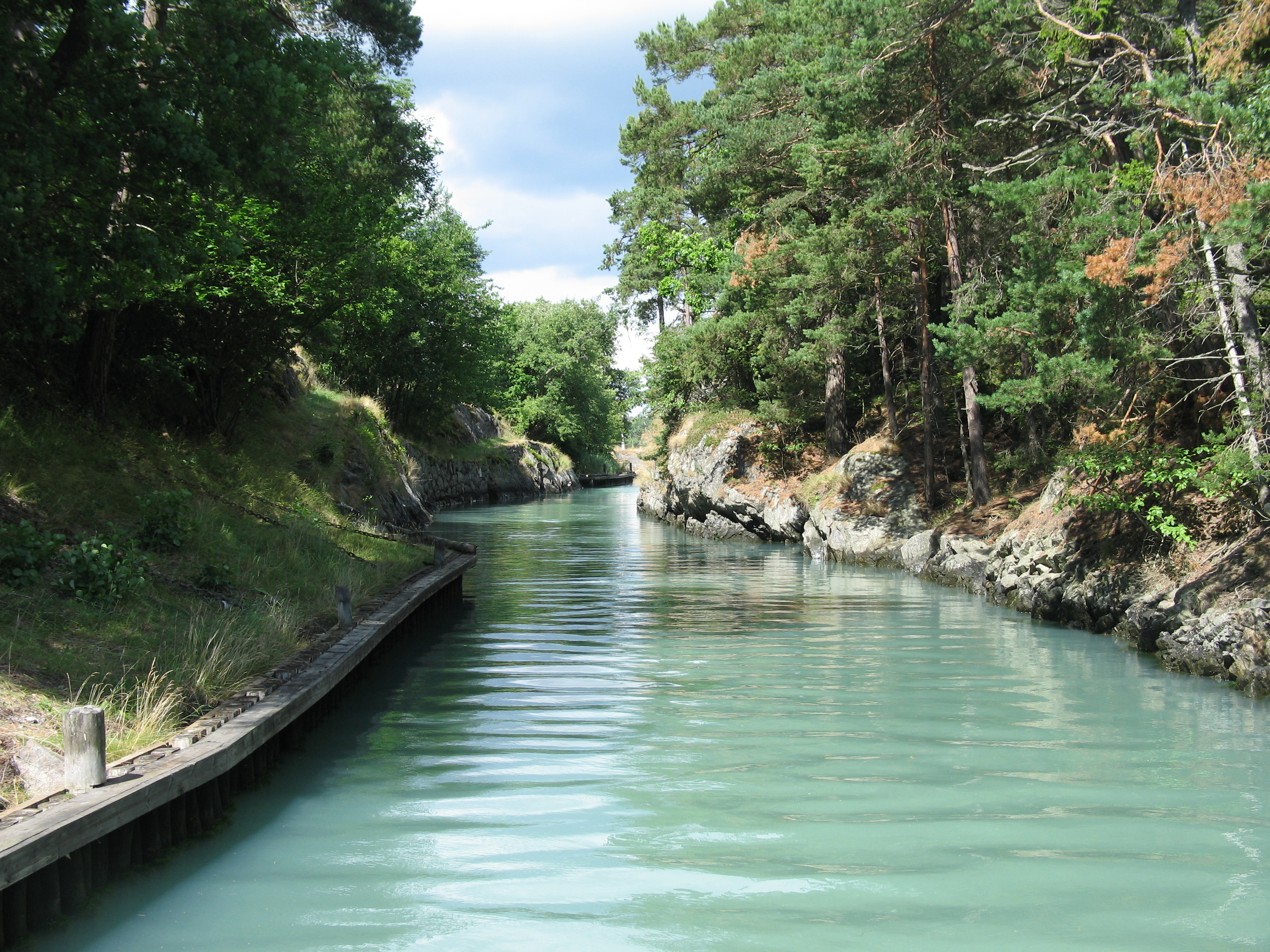
Canal de Draget.
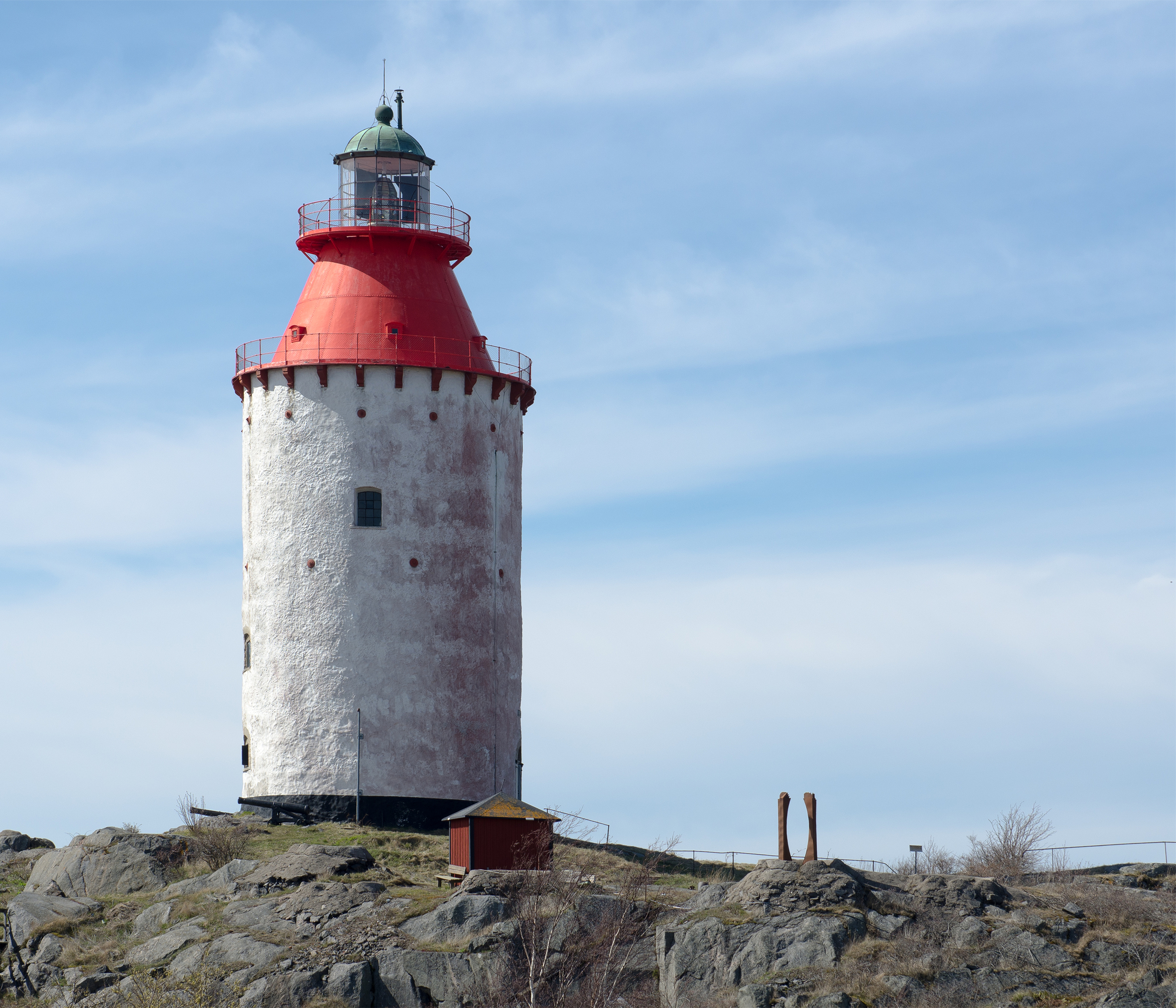
Phare de Landsort.
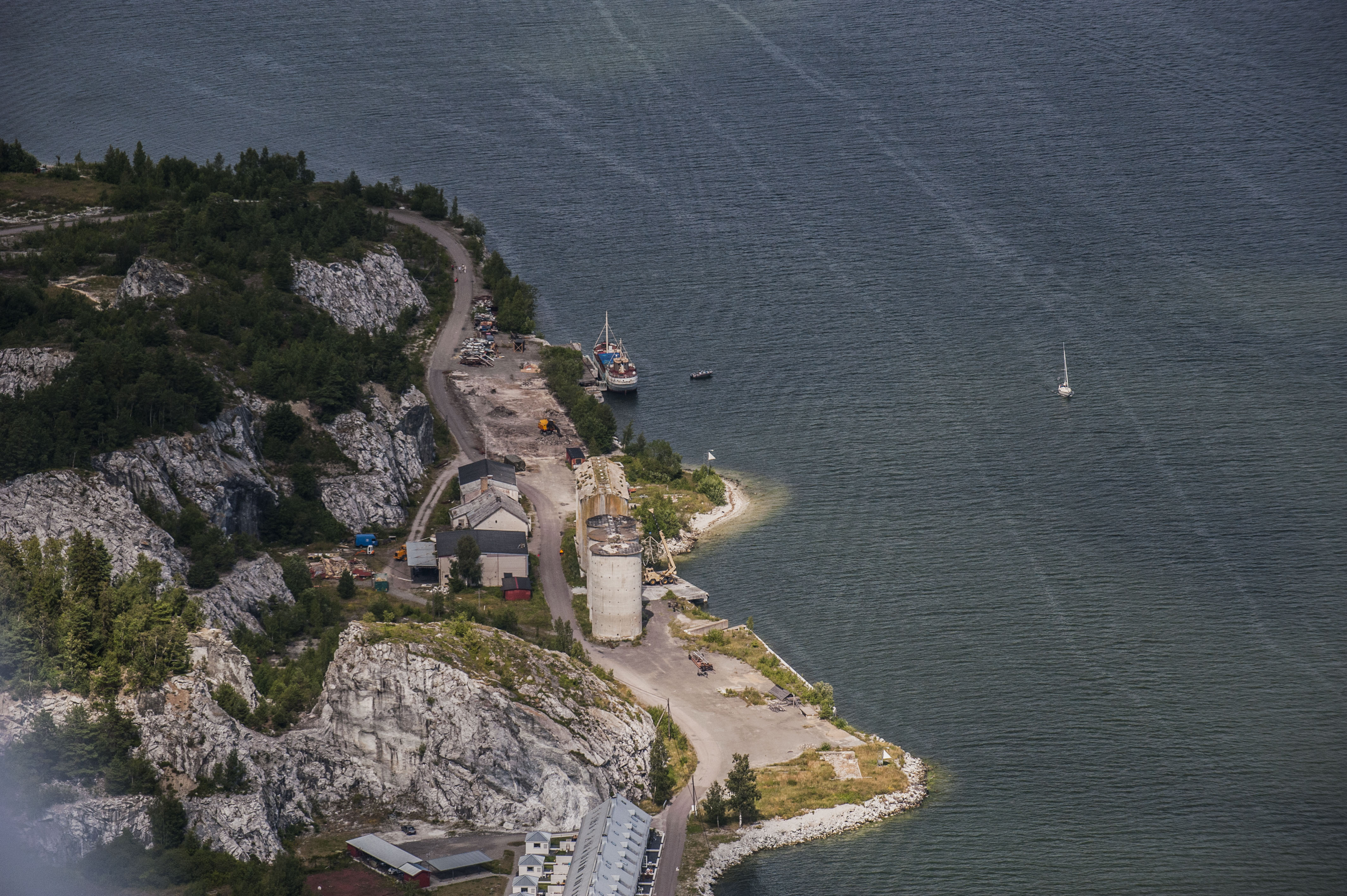
Four à chaux d'Oaxen.
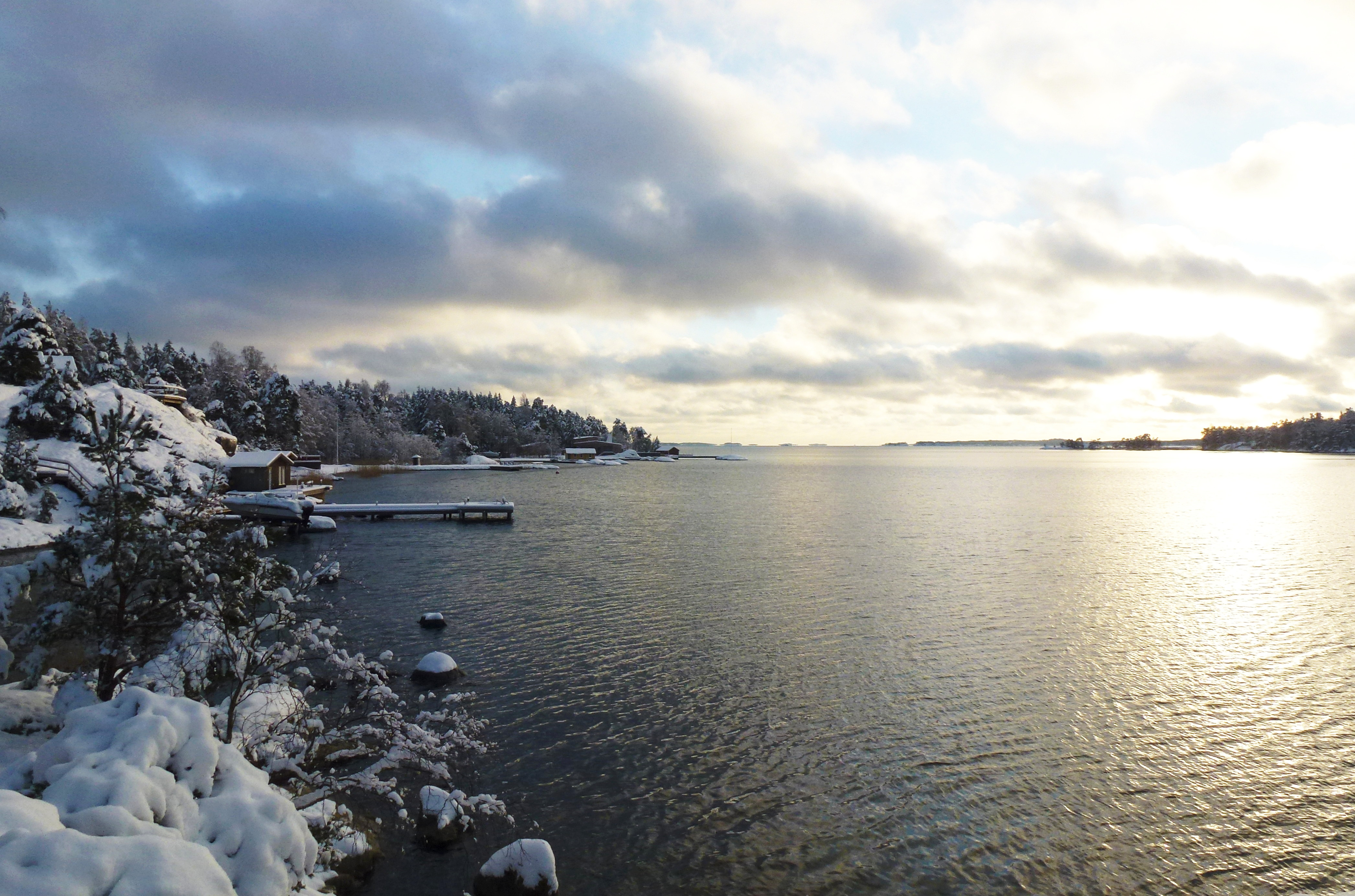
Hästnäsviken.